# Lucas Pirard
Lucas Pirard (Sprimont, 10 marzo 1995) è un calciatore belga, portiere dello Standard Liegi.

## Carriera

### Club
È cresciuto nelle giovanili dello Standard Liegi.
Ha esordito l'11 settembre 2015 con la maglia del Lommel Utd in un match vinto 4-1 contro il Virton.

### Nazionale
Ha giocato nelle nazionali giovanili belghe Under-15, Under-16, Under-17, Under-18, Under-19 ed Under-21.

## Statistiche

### Presenze e reti nei club
Statistiche aggiornate al 30 gennaio 2017.
| Stagione        | Squadra         | Campionato      | Campionato | Campionato | Coppe nazionali | Coppe nazionali | Coppe nazionali | Coppe continentali | Coppe continentali | Coppe continentali | Altre coppe | Altre coppe | Altre coppe | Totale | Totale | Totale |
| Stagione        | Squadra         | Comp            | Pres       | Reti       | Comp            | Pres            | Reti            | Comp               | Pres               | Reti               | Comp        | Pres        | Reti        | Pres   | Reti   |        |
| --------------- | --------------- | --------------- | ---------- | ---------- | --------------- | --------------- | --------------- | ------------------ | ------------------ | ------------------ | ----------- | ----------- | ----------- | ------ | ------ | ------ |
| 2015-2016       | Lommel Utd      | D2              | 28         | -26        | CB              | 1               | -3              |                    | -                  | -                  |             | -           | -           | 29     | -29    |        |
| 2016-2017       | Sint-Truiden    | D1              | 16+6       | -24;-5     | CB              | 2               | -3              |                    | -                  | -                  |             | -           | -           | 24     | -32    |        |
| 2017-2018       | Sint-Truiden    | D1              | 22         | -32        | CB              | 0               | 0               |                    | -                  | -                  |             | -           | -           | 22     | -32    |        |
| Totale carriera | Totale carriera | Totale carriera | 72         | -87        |                 | 3               | -6              |                    | -                  | -                  |             | -           | -           | 75     | -93    |        |